# John Neilson Robertson
John Neilson Robertson (n. 20 ianuarie 1953) este un fost jucător de fotbal scoțian. A evoluat pentru Nottingham Forest atunci când clubul era în vârful succesului, sub antrenoratul lui Brian Clough. A jucat de asemenea pentru echipa națională de fotbal a Scoției, pentru care a înscris golul victoriei împotriva Angliei în 1981 și a Noii Zeelande în cadrul campionatului mondial din 1982. De la data de 14 august 2006, este asistentul managerului Martin O'Neill, la Aston Villa.